# Platycopia tumida
Platycopia tumida är en kräftdjursart som först beskrevs av C. B. Wilson 1935.  Platycopia tumida ingår i släktet Platycopia och familjen Platycopiidae. Inga underarter finns listade i Catalogue of Life.